# Curva di livello

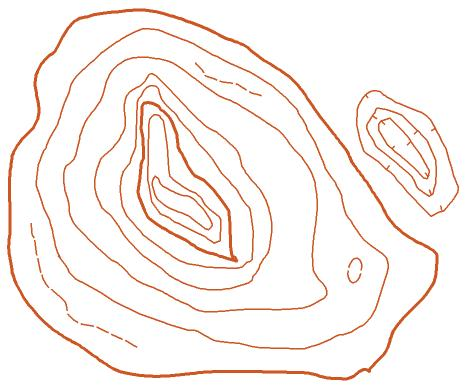
Curve di livello

In geografia, in particolare nell'ambito della cartografia, la curva di livello è quella curva che unisce i punti con uguale quota, ovvero uguale distanza verticale dal piano di riferimento al quale è stato attribuito quota zero; se sono sopra il livello del mare si chiamano isoipse (dal greco ἴσος ísos = "uguale" e ὕψος hýpsos = "altezza"), mentre nel caso contrario sono chiamate isobate (dal greco ἴσος ísos = "uguale" e βάθος báthos = "profondità").

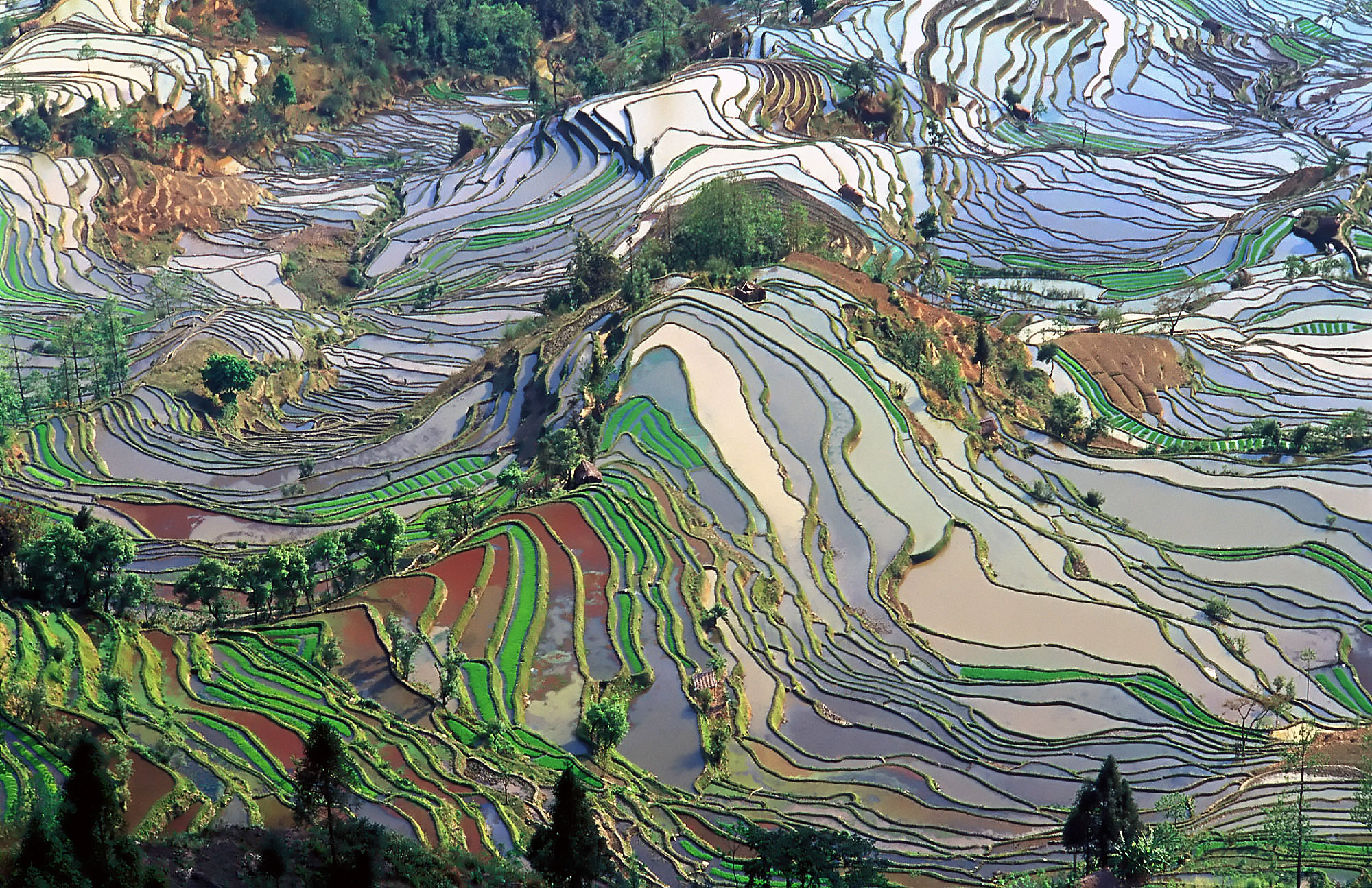
Le terrazze seguono le curve di livello

Esse vengono adottate per rappresentare l'altimetria in una superficie piana, com'è quella di un foglio. L'uso delle isoipse è uno dei metodi usati in cartografia per rappresentare le tre dimensioni su un foglio bidimensionale, consentendo di farsi un'idea della morfologia del territorio.
Secondo la scienza della geometria descrittiva la curva di livello è definita come l'intersezione tra una porzione di superficie terrestre (considerata piana) e un piano parallelo ad essa proiettato in prima proiezione.
La differenza di quota tra due isoipse adiacenti è detta equidistanza. Le isoipse con equidistanza maggiore vengono tracciate con tratto più marcato e sono dette direttrici, mentre quelle con tratto più sottile (e più numerose) sono dette intermedie. Talora vengono riportate anche isoipse tratteggiate, aventi equidistanza ancora minore, dette ausiliarie.
Nelle carte topografiche dell'IGM a scala 1:25.000 le isoipse hanno colore marrone ed equidistanza di 100 m, 25 m e 5 m rispettivamente per le isoipse direttrici, ordinarie e ausiliarie. In questo tipo di carte sulle isoipse non sono riportati i valori delle quote (se non nelle tavolette al confine con le altre nazioni) che devono essere ricavati analizzando i punti quotati vicini.
Le carte topografiche moderne, dotate della simbologia delle isoipse, forniscono un supporto per la compilazione di molteplici carte tematiche, come per esempio le carte geologiche, ove compaiono altri dati come gli affioramenti rocciosi, faglie, pieghe, ecc.
Il colore delle isoipse, l'equidistanza e la presenza o meno del valore della quota varia in base al tipo di carta (topografica, corografica, ecc.), il tipo di utilizzo (militare, turistico, ecc.) e all'ente cartografico che produce le carte.
Nelle cartine topografiche usate nello sport dell'orientamento le curve di livello sono un elemento indispensabile per districarsi nei boschi, in quanto a volte i piccoli avvallamenti possono rivelarsi l'unico punto di riferimento.